# Kraftwerk Vohburg
Das Kraftwerk Vohburg ist ein Laufwasserkraftwerk der Donau-Wasserkraft an der Donau.

## Lage
Das 1992 in Betrieb genommene Kraftwerk liegt bei Vohburg an der Donau im bayrischen Landkreis Pfaffenhofen an der Ilm in Deutschland.

## Technik
Die von drei Kaplan-Turbinen mit senkrechter Welle und Laufraddurchmesser fünf Meter  mittels der entsprechenden Generatoren erzeugte elektrische Leistung beträgt 23,3 MW. Das Kraftwerk erzeugt Bahnstrom. Eigentümer des Kraftwerks ist die Donau Wasserkraft AG; es wird von der Uniper Kraftwerke GmbH betrieben. Der Netzanschluss erfolgt auf der 110-kV-Spannungsebene in das Stromnetz des Bahnstromnetzbetreibers DB Energie.